# Hortensia (retoriker)

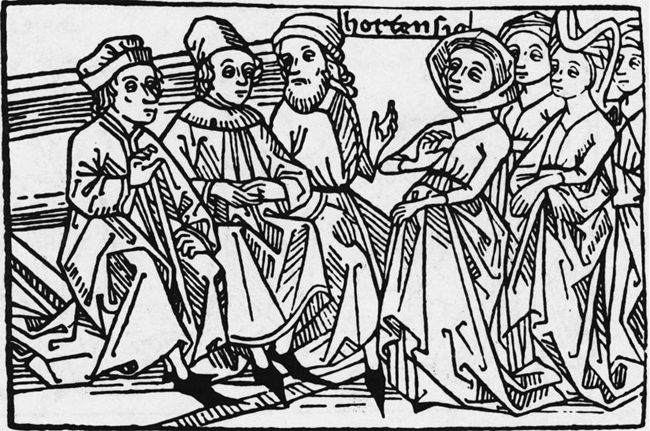
Hortensia

Hortensia var en politiskt aktiv romarinna, dotter till konsuln Quintus Hortensius Hortalus.   
Hon blev berömd för det politiska tal hon höll inför det andra triumvatet 42 f.Kr. som resulterade i ett återkallande av en ny lag om beskattning av förmögna romerska kvinnor.